# Jesús Fernández Duro
 (mai 2024).
Pour les articles homonymes, voir Fernández et Duro.
Jesús Fernández Duro, né le 18 mai 1878 à La Felguera et mort le 9 août 1906 à Saint-Jean-de-Luz, est un aéronaute espagnol, chevalier de la Légion d'honneur, fondateur de l'Aéro Club royal d'Espagne et premier homme à traverser les Pyrénées par voie aérienne.

## Biographie
Jesùs Fernadez Duro est né le 17 mai 1878 à La Felguera (Asturies). Son père, Matias Fernandez Bayo, est directeur de l’aciérie Duro y Cia, entreprise située dans la même commune. Sa mère, Pilar Duro Ortiz, est la fille de Don Pedro Duro Benito, fondateur de l’aciérie Duro y Cia qui deviendra la Sociedad Metalùrgica Duro-Felguera. Don Pedro sera élevé au grade de chevalier de la Légion d’Honneur lors de l’Exposition universelle de Paris en 1900 et recevra la Grand-croix d’Isabelle II par le gouvernement espagnol pour ses vastes réalisations industrielles. 
Jesùs Fernandez Duro effectue le primaire dans l’une des écoles fondées à La Felguera (Asturies), par son grand-père pour les enfants de ses employés, avant de rejoindre les collèges jésuites de Carrion de los Condes (province de Leon) puis celui de Don Juan à Valence. De retour dans l’environnement familial, il pratique intensivement l’équitation, le cyclisme, la boxe, l’escrime et le motocyclisme en se distinguant dans chacune de ces disciplines.

### Le raid automobile à Moscou
En décembre 1901 il fait l’acquisition à Paris d’une Panhard 4 places, 12 cv, motorisée par Levasseur. Sportif accompli, passionné de sports mécaniques, il démonte complètement le véhicule pour se familiariser avec son fonctionnement puis arpente routes et chemins asturiens, sillonne le nord de l’Espagne avant de gagner Madrid où, avec son ami Juan Rugama, ils créent une société d’importation de voitures françaises dotée d’un atelier d’entretien et de réparation, en plein centre de la capitale espagnole.
En août 1902, récemment couronné, le roi d’Espagne Alphonse XIII entreprend son premier voyage officiel en Asturies. Sur les conseils de son ministre de l’Agriculture, don Félix Suàrez Inciàn, ami de la famille Duro, Jesus conduit le souverain tout au long de son périple dans son propre véhicule. Après ce voyage honorifique, Jesus Duro utilisera sa voiture pour aller de fêtes en fêtes avec ses amis, profitant du bel été asturien. Son plus fidèle ami et passager sera don Fernando Muñoz y Bernaldo de Quiros, futur duc de Riansares.
De ces escapades campagnardes naît le rêve d’accomplir ce que le Britannique Ernest Lehwess avait dû abandonner à la suite de nombreuses pannes mécaniques, à savoir le rallye Madrid Moscou aller-retour. Lehwess avait abandonné à Nijni-Novgorod par suite d’ennuis de carter. Conscient de la rareté des stations-service, Jesùs Duro écrit à toutes les ambassades et consulats des pays qu’il va traverser afin d’obtenir des cartes routières et la liste des fournisseurs d’essence auxquels, en pilote chevronné, il fait parvenir nombre de roues de secours.
Ce raid à Moscou ainsi que l’attaque du véhicule par des voleurs russes sont détaillés dans les biographies de Jesùs Fernandez Duro écrites par José David Vigil Escalera et publiées par le Cercle Aéronautique de La Felguera dans les éditions de 2005 : Al encuentro con Jesùs Fernàndez Duro et celles de 2021 : Jesùs Fernadez Duro, un aeronauta atrevido y resuelto.
De retour de Moscou, Duro passe par Paris. La capitale française s’enthousiasme pour les vols en ballon notamment pour celui réalisé par Alberto Santos Dumont  à bord de son plus léger que l’air n°6 ; à la stupéfaction générale, l’aéronaute brésilien monte à bord de son ballon qui est arrimé au balcon de sa chambre d’hôtel sur les Champs-Élysées, contourne la Tour Eiffel et revient garer son ballon au même balcon. C'est le déclic. Dès cet instant, Jesùs Fernandez Duro rejoint le monde de l’aérostation où ses exploits lui feront acquérir un grand prestige. Dans ses carnets, en date du 30 août 1905, il ne manque pas de signaler ses vols à Burgos lors de l’éclipse solaire. Il intègre la mission scientifique sous les ordres du colonel chef de l’Aerostacion Millitar. Il embarque à bord d’un ballon à gaz hydrogène de l’armée espagnole, avec le lieutenant Emilio Herrera Linares chargé de dessiner les « ombres volantes » consécutives à l’éclipse solaire. Ces dessins seront reproduits dans L’Aérophile, revue de l’Aéroclub de France. Duro confie également ses propres ballons pour les besoins militaires et scientifiques de ces acensions de Burgos.
Membre de l’Aéroclub de France, Duro est invité à participer au Grand Prix de la distance. Pour voler sous pavillon espagnol, il participe à la compétition accompagné par Emilio Herrera Linares à bord de son ballon El Cierzo (Le vent du Nord). L’équipage se classera second et les deux aéronautes recevront la Légion d’Honneur en raison des risques encourus lors de l’atterrissage du ballon à Neutitschen, au sud de Troppau (Moldavie). À l’issue de cette compétition, les deux hommes fondent l’Aéroclub d’Espagne.
En avril 1906, Duro et Emilio Herrera Linares, devenu capitaine des Ingénieurs, effectuent pour l’armée espagnole un vol scientifique nocturne au-dessus de la Méditerranée. En guise d’ancres ou de stabilisateurs, ils utiliseront des cônes de métal qu’ils remplissent d’eau de mer. La préparation et le déroulement de ce vol sont suivis par une foule immense. En souvenir de cette ascension, une rue de Barcelone porte le nom de Jesùs Fernandez Duro.
Duro effectuera plus d’une centaine d’ascensions en ballon, la plupart servant à former les nouveaux pilotes de l’Aéroclub d’Espagne.
Fier de son expérience, Duro s’inscrit à toutes les compétitions et démonstrations aérostatiques, la presse française voit en lui l’un des plus éminents aéronautes européens.
Grand fumeur de cigares, il dépose un brevet pour un appareil qui évite tout risque d’explosion ou d’incendie dans les mines, à bord des navires ou des ballons à gaz.

### Traversée aérienne des Pyrénées
Le 1er janvier 1906, l’Aéroclub de France ouvre une compétition : La Coupe des Pyrénées, dotée par le célèbre mécène de l’aéronautique française Henry Deutsch de la Meurthe. Une œuvre d'art du sculpteur toulousain Ducoing récompensera le vainqueur. Cette coupe est « destinée à récompenser celui qui, au départ de Pau, traversera les Pyrénées à la hauteur de ses pics les plus élevés et se posera en territoire espagnol le plus près possible de la Méditerranée sans la traverser ». Le vainqueur ne conservera le trophée qu’à condition qu’aucun autre aéronaute ne dépasse le record d’altitude et de distance dans les deux années suivantes.
Jesus Duro s’installe à Pau avec son équipe et le ballon El Cierzo. Attendant les vents favorables, il visite la région et découvre Saint-Jean-de-Luz quand enfin les vents propices sont annoncés. Le 21 janvier 1906, il décolle de l’actuelle Usine des Tramways siège des archives communautaires de l’agglomération Pau-Pyrénées et après un vol épique, par une température de moins 18°, il se pose à Guadix, près de Grenade, tuant la compétition dans l’œuf. Les détails savoureux de cette traversée figurent dans les ouvrages précités.
Après ce triomphe, Duro s’installe dans une villa luzienne qui domine la gare, dotée d’un immense sous-sol dans lequel il s’enferme pour relever le défi de l’Aéroclub de France : construire un plus lourd que l’air.

### Les plus lourds que l’air
Pour relever le défi lancé par l’Aéroclub de France, Duro se rapproche des deux prestigieux ingénieurs aéronautiques français, Maurice Mallet et Victor Tatin, concepteurs de tous les ballons que Duro a utilisés pour mener à bien ses expériences passées. À l'image du célèbre Flyer des frères Wilbur et Orville Wright, l’appareil de Duro nécessite une rampe de lancement. Elle sera construite sur la falaise de Sainte-Barbe. Malheureusement, presque arrivé au bout de ses peines, Jesùs Fernandez Duro s’éteint le 9 août 1906, à Saint-Jean-de-Luz, victime de la fièvre typhoïde.
Une délégation du Cercle aéronautique de La Felguera a offert une plaque commémorative à la ville de Pau en 2006. Au lieu d’être déposée à l’usine des Tramways, en travaux à l’époque, elle a été placée « temporairement » au pied du funiculaire où l’on peut toujours l’admirer.